# Präzisionspendeluhr

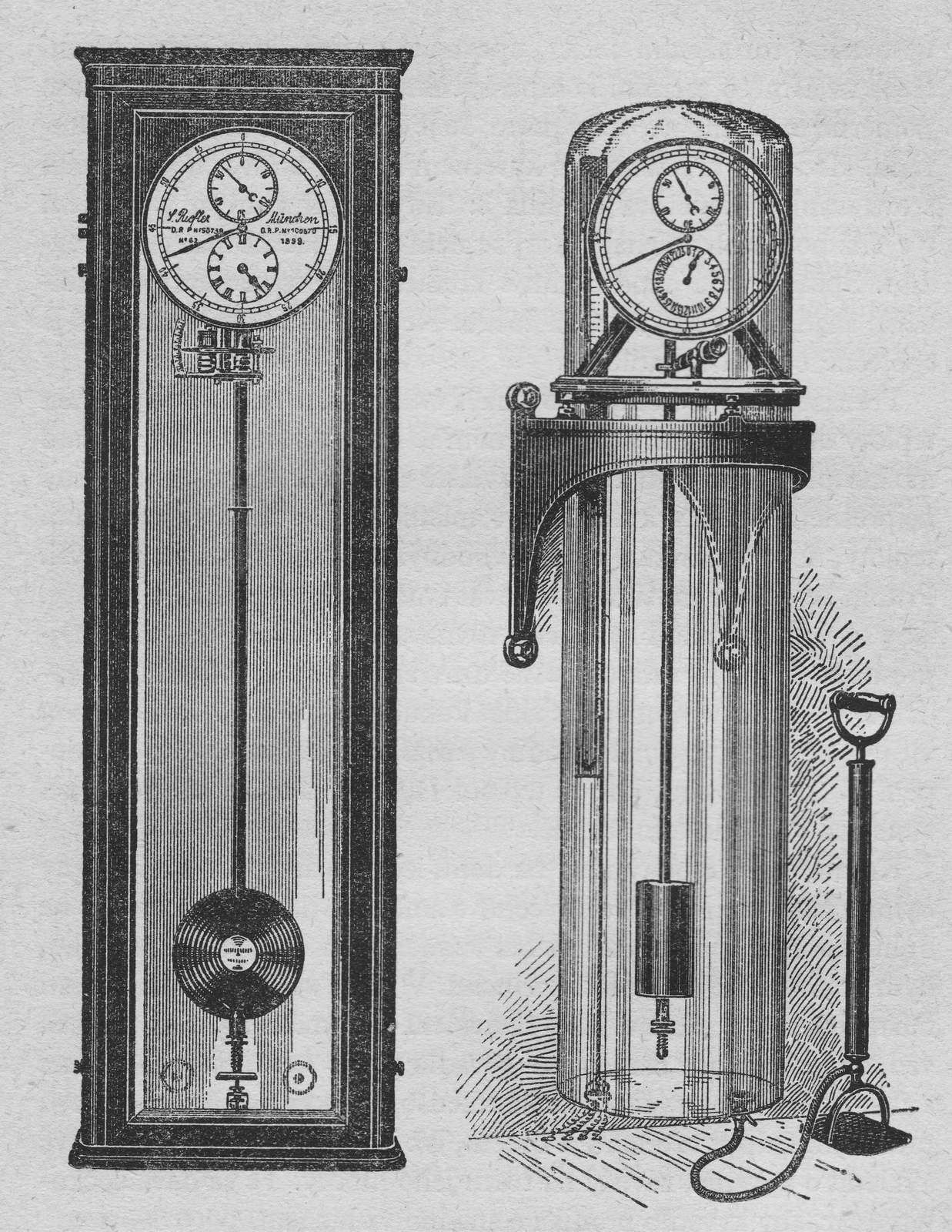
Präzisionspendeluhren von Sigmund Riefler
links: „Type A“ mit Luftdruckkompensation
rechts: „Type D“ im Glaszylinder

Die Präzisionspendeluhr (PPU) ist eine ortsfeste Räderuhr, die als Zeitnormal für Zeitdienstzwecke und astronomische Beobachtungen gebaut wurde. In ihr wurde die mit einer Räderuhr im 19. und 20. Jahrhundert höchstmögliche Ganggenauigkeit verwirklicht.

## Kriterien
Das Funktionsprinzip einer Präzisionspendeluhr (PPU) unterscheidet sich nicht von dem einer „normalen“ Pendeluhr. Das Pendel schwingt mit einer durch die Pendellänge bestimmten Schwingungsdauer bzw. Frequenz. Im Zusammenspiel mit der Hemmung sorgt es für eine schrittweise Bewegung des Räderwerks, das von der Energiequelle der Uhr (meist Gewichtsantrieb) angetrieben wird. Der schrittweise Ablauf (und damit der Lauf der Zeit) wird durch ein mit dem Räderwerk verbundenes Zeigerwerk angezeigt.
Die einzelnen Baugruppen sind jedoch den hohen Anforderungen an ein Zeitnormal entsprechend ausgelegt, und die Uhr ist gegenüber den Umgebungsbedingungen weitgehend isoliert. Im Wesentlichen sind folgende Kriterien zu erfüllen:
- Qualitativ hochwertiges Werk

Das vom Antrieb gelieferte und vom Räderwerk übersetzte Drehmoment soll möglichst schwankungsfrei zur Hemmung übertragen werden, um einen konstanten Antriebsimpuls für das Pendel zu gewährleisten. Die Reibung der Lager und der Verzahnung sollte somit möglichst gering und gleichmäßig sein.
- Gewichtsantrieb

Dieser dient ebenfalls dazu, das Antriebsmoment möglichst konstant zu halten, was mit einem Gewichtsantrieb besser gelingt als mit einem Federantrieb.
- Hochwertige Hemmung

Die Ganggenauigkeit der Uhr hängt wesentlich davon ab, dass die freie Schwingung des Gangreglers (Pendel) durch die Hemmung möglichst wenig gestört wird. Außerdem wird oft eine Federkraft- oder Schwerkrafthemmung eingesetzt, die den je Schwingung auf das Pendel übertragenen Antriebsimpuls vom Antriebsmoment (weitgehend) unabhängig macht. Entsprechendes gilt bei elektrisch betriebenen Uhren für die Übertragung des Antriebsimpulses auf das Pendel bzw. die Fortschaltung des Räderwerks durch das Pendel.
- Temperaturkompensation

Die Schwingungsdauer des Pendels (und damit der Gang der Uhr) hängt von der Pendellänge ab, und diese wiederum wegen der Wärmeausdehnung des Werkstoffs von der Temperatur. Diese Temperaturabhängigkeit kann durch ein Kompensationspendel minimiert werden. Andererseits kann die Gangabweichung durch Einhaltung einer konstanten Temperatur vermieden werden.
- Kompensation des Luftdrucks

Die Pendelschwingungsdauer ist auch vom Luftdruck (Luftwiderstand, Auftrieb) abhängig. Deshalb werden für höchste Anforderungen evakuierte Gehäuse oder Vorrichtungen zur Luftdruckkompensation verwendet.
- Klare Anzeige der Sekunde

Die Anzeige soll sekundengenau sein. Deshalb werden sogenannte Sekundenpendel verwendet, deren Schwingungsdauer 2s beträgt. Der am Sekundenrad angebrachte Sekundenzeiger bewegt sich dann im Sekundentakt, da das Räderwerk je Schwingung zweimal weitergeschaltet wird. Eine Anzeige von Bruchteilen einer Sekunde ist damit nicht möglich. Entsprechende Genauigkeitsangaben beruhen auf der Mittelung der Zeitanzeige über einen längeren Zeitraum bzw. dem Abgleich der Uhr mit der Sternzeit unter Zuhilfenahme der Auge-Ohr-Methode und von Kurzzeitmessern (z. B. Chronoskop von Hipp).
- Lange Laufdauer

Da das Aufziehen der Uhr immer eine gewisse Störung ihres Ablaufs darstellt (z. B. indem beim Öffnen des Gehäuses die Pendelbewegung durch die veränderte Luftströmung beeinflusst wird), will man eine große Laufdauer (Zeit bis zum nächsten Aufziehen) erreichen. Dazu ist eine möglichst große „Fallhöhe“ der Antriebsgewichte zweckmäßig. Auch nutzt man schwere Gewichte, die beim Absinken entsprechend mehr Energie abgeben. Auch elektrische Aufzüge werden verwendet, um das manuelle Aufziehen ganz zu vermeiden.

## Geschichte
England und Frankreich haben durch ihre wissenschaftlichen Gesellschaften (Royal Society und Académie des sciences) schon im 17. Jahrhundert die Naturwissenschaften gefördert und deren Ergebnisse in Journalen zeitnah verbreitet, sodass Neuerungen schnell bekannt wurden und umgesetzt werden konnten. Auf diese Weise standen sich beide Nationen in der zweiten Hälfte des 18. Jahrhunderts als führende Seefahrernationen in der Herstellung genau gehender Uhren konkurrierend gegenüber.
Bis zum Ende des 19. Jahrhunderts waren bei Präzisionspendeluhren die Grahamhemmung und das Rostpendel bzw. das Quecksilberpendel die entscheidenden Baugruppen einer PPU (neben der qualitativ hochwertigen Ausführung aller Bauteile).
Zwar wurden alle Erfindungen im Uhrensektor durch Veröffentlichungen auch in Deutschland bekannt, aber moderne Techniken wurden hier erst mit großer Zeitverzögerung angewandt. Es spielte dabei einerseits die politische Situation (Dreißigjähriger Krieg), andererseits die traditionellen Einstellungen und die strengen Zunftordnungen in den Uhrmacherzentren wie Augsburg und Nürnberg eine große Rolle. Der technische Durchbruch in Deutschland kam erst Anfang des 19. Jahrhunderts.

## Konstruktive Vollendung der Präzisionspendeluhr

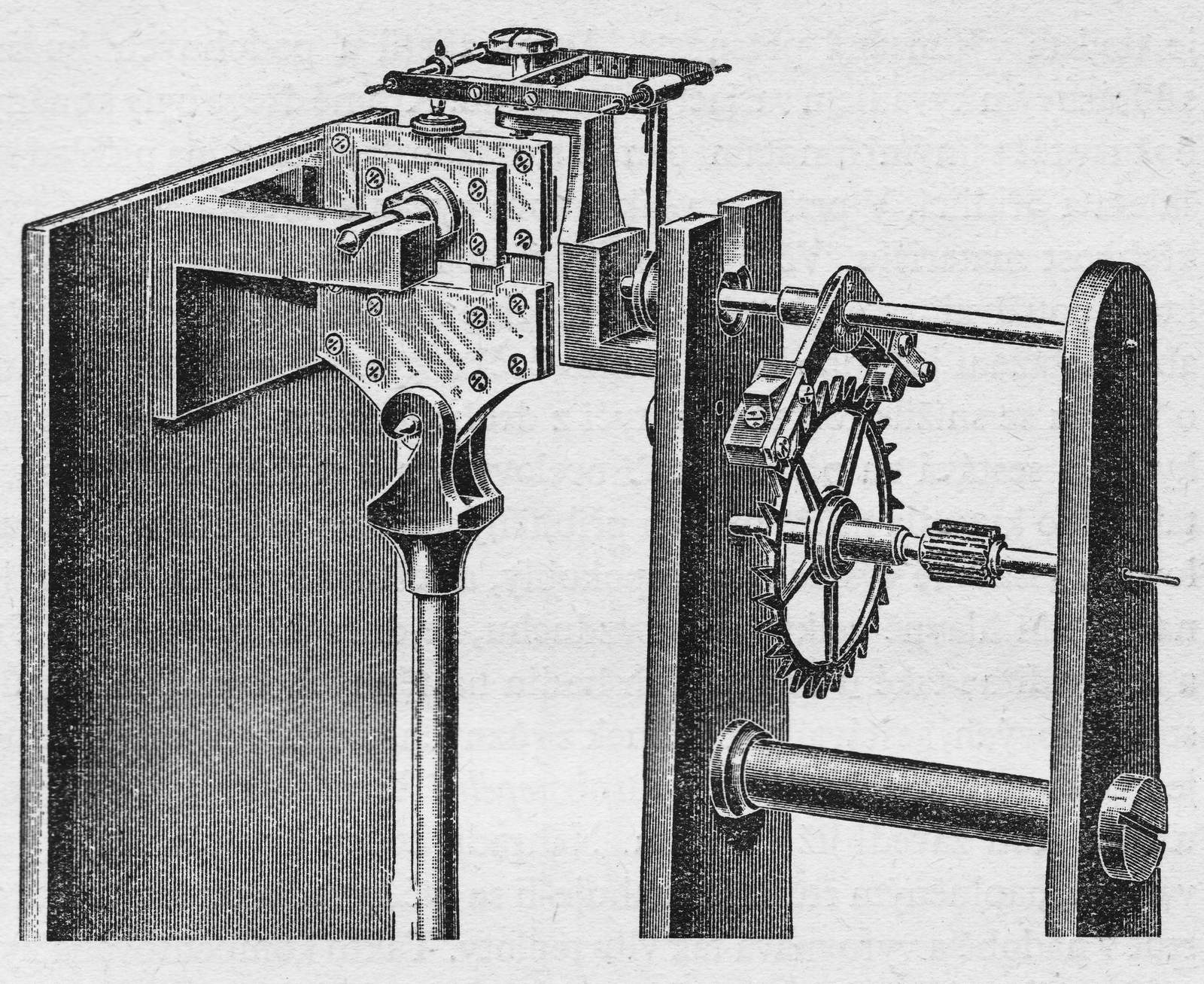
Freie Federkrafthemmung von Strasser
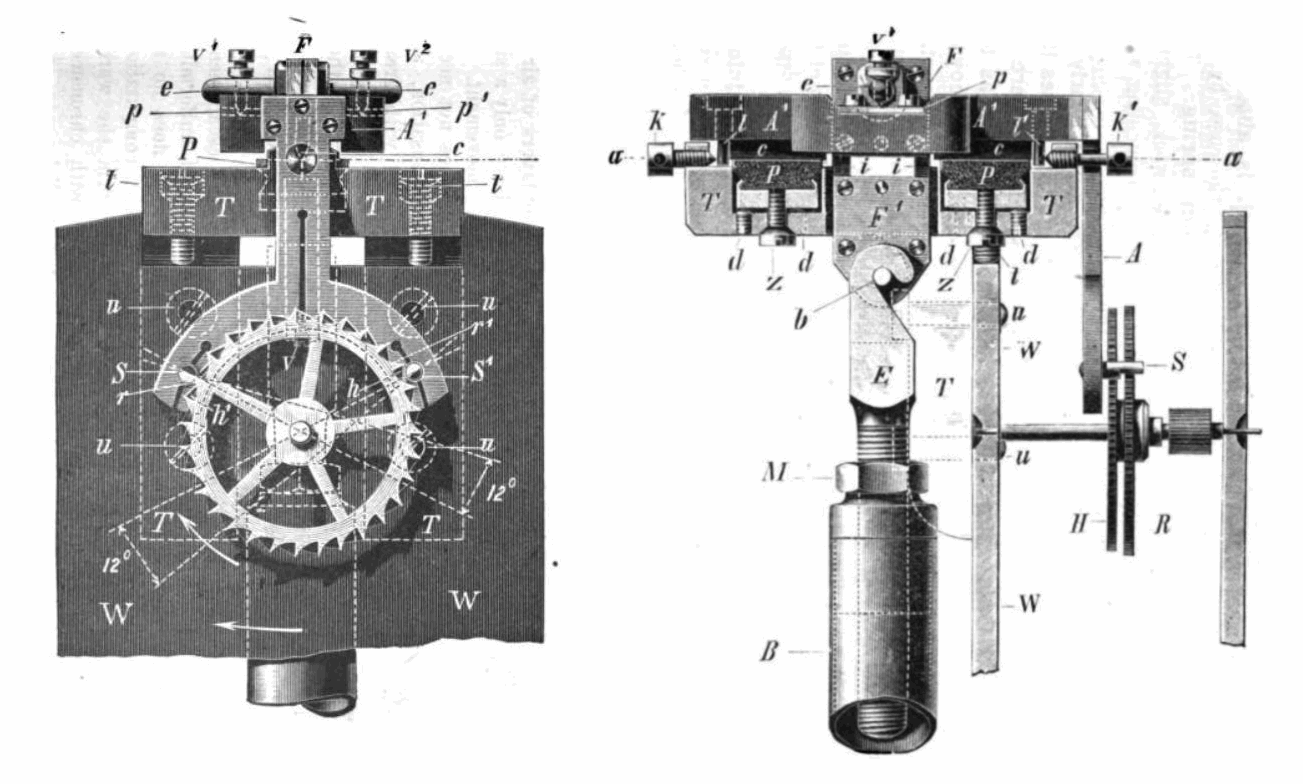
Freie Federkrafthemmung von Riefler
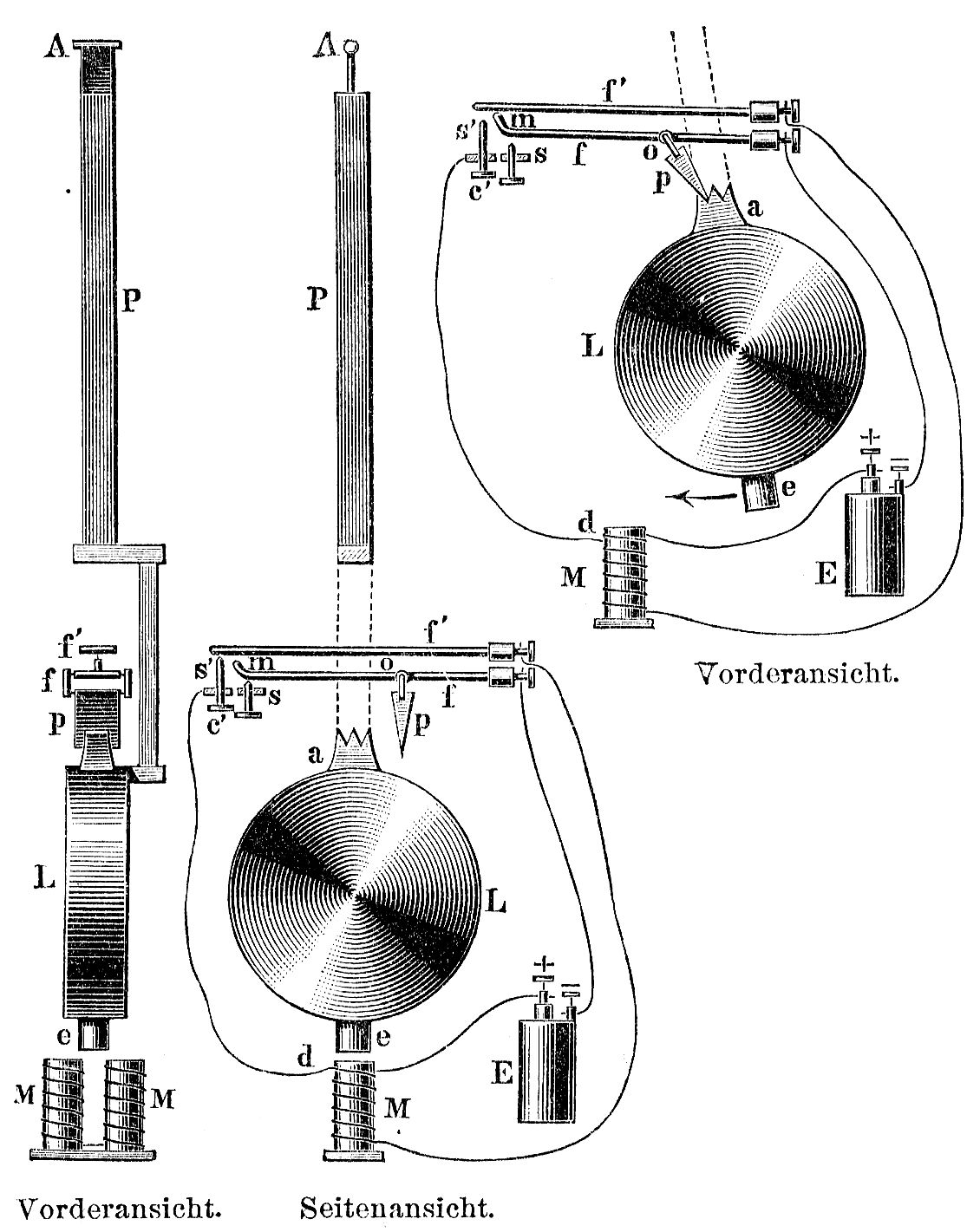
Elektrische Präzisionspendeluhr von Matthäus Hipp
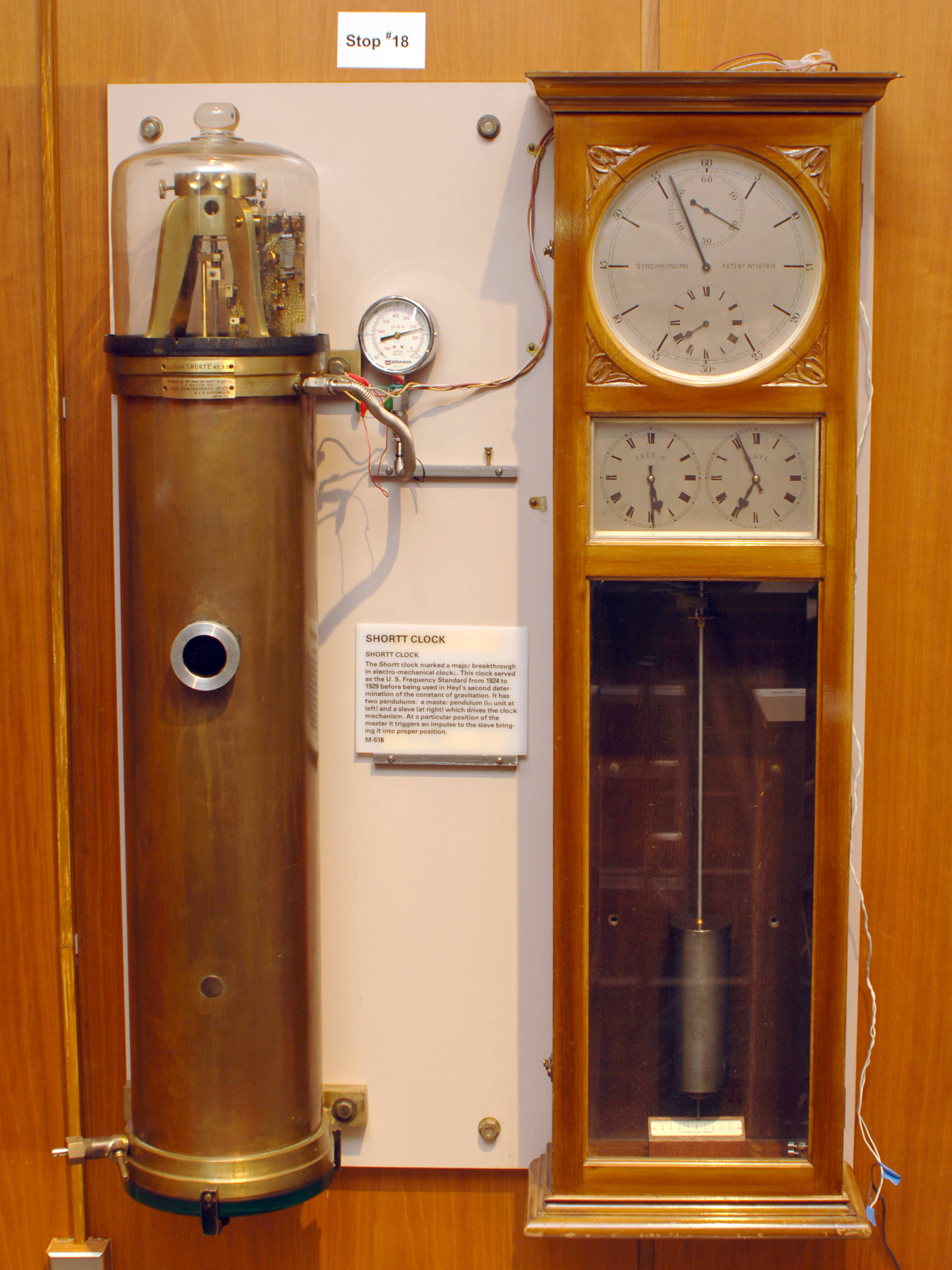
Shortt Präzisionspendeluhr (Synchronome)
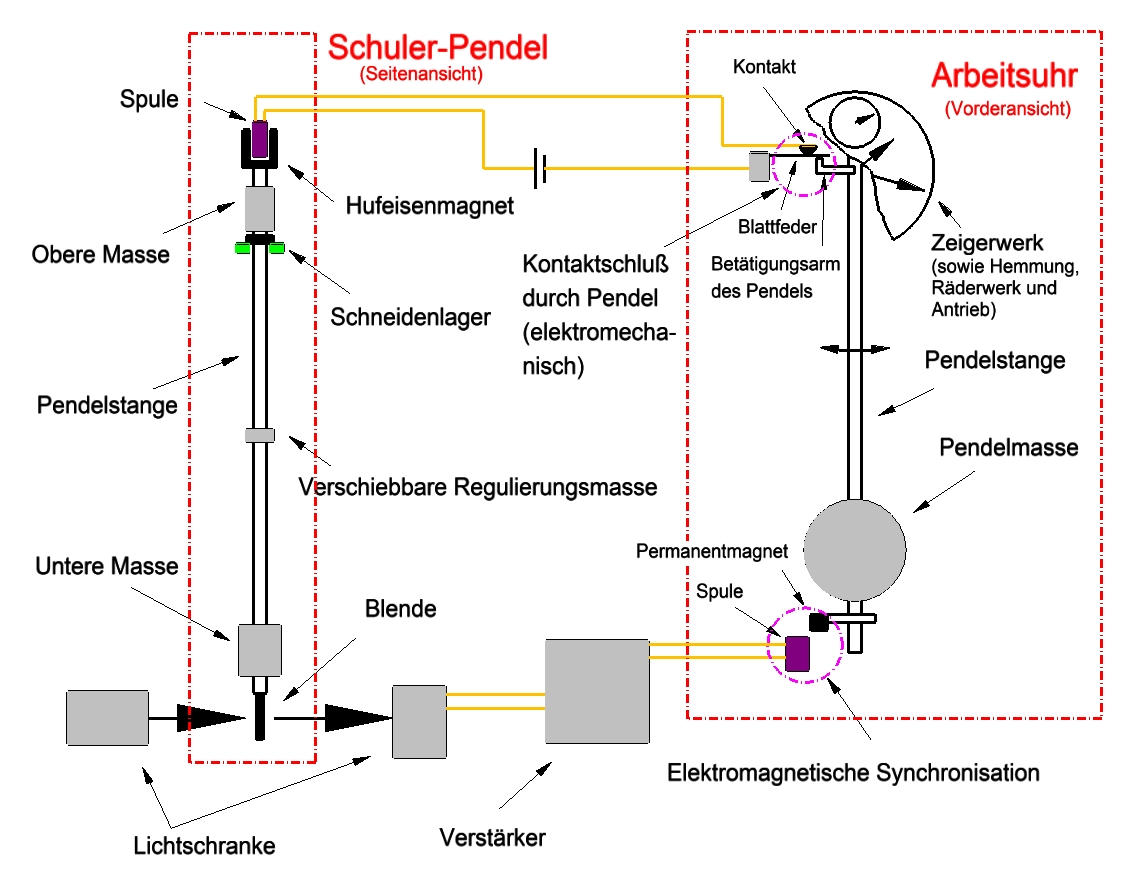
Schuleruhr (Prinzip)

Die rein mechanische Präzisionsuhr wurde von Sigmund Riefler (1847–1912) perfektioniert und auf der Basis zweier Patente (Riefler-Pendel und Schwerkraft-Hemmung) sowie der Riefler-Federkrafthemmung bis zu Ganggenauigkeiten von unter einer Zehntelsekunde pro Tag gesteigert. Ähnlich gute Zeitmessergebnisse erzielte Ludwig Strasser mit der von ihm entwickelten Strasserhemmung.
Riefler und Strasser waren einerseits Konkurrenten, andererseits arbeiteten sie aber auch zusammen. So kaufte Riefler Rohwerke von Strasser, die er mit seinen Hemmungen und Pendeln versah, während Strasser Pendel von Riefler bezog.
Als Zeitnormal wurden Riefler-Uhren bis etwa 1965 gebaut und dann durch noch genauere Quarzuhren verdrängt.
Pendeluhren, deren Pendel nicht durch eine Hemmung, sondern elektrisch angetrieben wurden, entwickelten u. a. Matthäus Hipp und William Hamilton Shortt (1881–1971). Die Shortt-Uhr um 1921 erreichte durch zwei synchronisierte Pendel und deren elektrisch dosierte Reibungskompensation sogar 0,01 s/Tag. Nachteilig bei diesen Konzepten war, dass der Antriebsimpuls zwar elektrisch ausgelöst, jedoch immer noch mechanisch auf das Pendel übertragen wurde (Shortt) bzw. mechanisch vom Pendel ausgelöst und elektromagnetisch auf dieses einwirkte (Hipp). Eine wirklich freie Pendelschwingung war auf diese Weise nicht gegeben.
Das Problem löste Maximilian Schuler mit seinem elektromagnetisch angetriebenen Schuler-Pendel, das über eine Lichtschranke eine (mechanische) Arbeitsuhr von Riefler synchronisierte, die ihrerseits elektrische Antriebsimpulse für das Schuler-Pendel auslöste. Die Impulse wurden auf eine feststehende Spule übertragen, deren elektromagnetisches Feld auf einen am Pendel befestigten Permanentmagneten einwirkte (siehe Schuleruhr).
Die weltweit in den Observatorien verwendeten Präzisionspendeluhren (mechanisch oder elektrisch) wurden von den Herstellern Strasser&Rhode (Glashütte), Riefler (Nesselwang und München), Schuler (Göttingen) und Shortt (England) dominiert.
Elektrische Pendeluhren konnten sich jedoch nicht in größerem Maßstab durchsetzen, da die zu damaliger Zeit (1930er Jahre und davor) zur Verfügung stehenden elektrischen und elektronischen Bauelemente nicht die notwendige Zuverlässigkeit aufwiesen und die Uhren dadurch gegenüber den rein mechanischen sehr viel wartungsintensiver waren.
Die Entwicklung der Präzisionspendeluhr kam mit der Einführung der Quarzuhr zum Abschluss, deren Ganggenauigkeit gleich um drei Zehnerpotenzen besser war. Weitere Verbesserungen der PPU, wären möglich (z. B. Verwendung moderner elektronischer Bauelemente), sind aber unter dem Aspekt der Verbesserung der Zeitmesstechnik sinnlos. Der um 1935 erreichte Entwicklungsstand kann deshalb als Vollendung der PPU angesehen werden.
Für Sammler und Liebhaber werden Präzisionspendeluhren aber bis heute gefertigt. Darunter gibt es auch solche mit überlangem 1¼-Sekunden-Pendel (1,7 m), das in 5 Sekunden nur viermal schwingt.